# Polskie złącza audio/wideo
Przed upowszechnieniem się w Polsce standardu SCART rodzime przedsiębiorstwa elektroniczne wykorzystywały własne złącza do przesyłania sygnałów audio/video. 

## Złącza monitorów

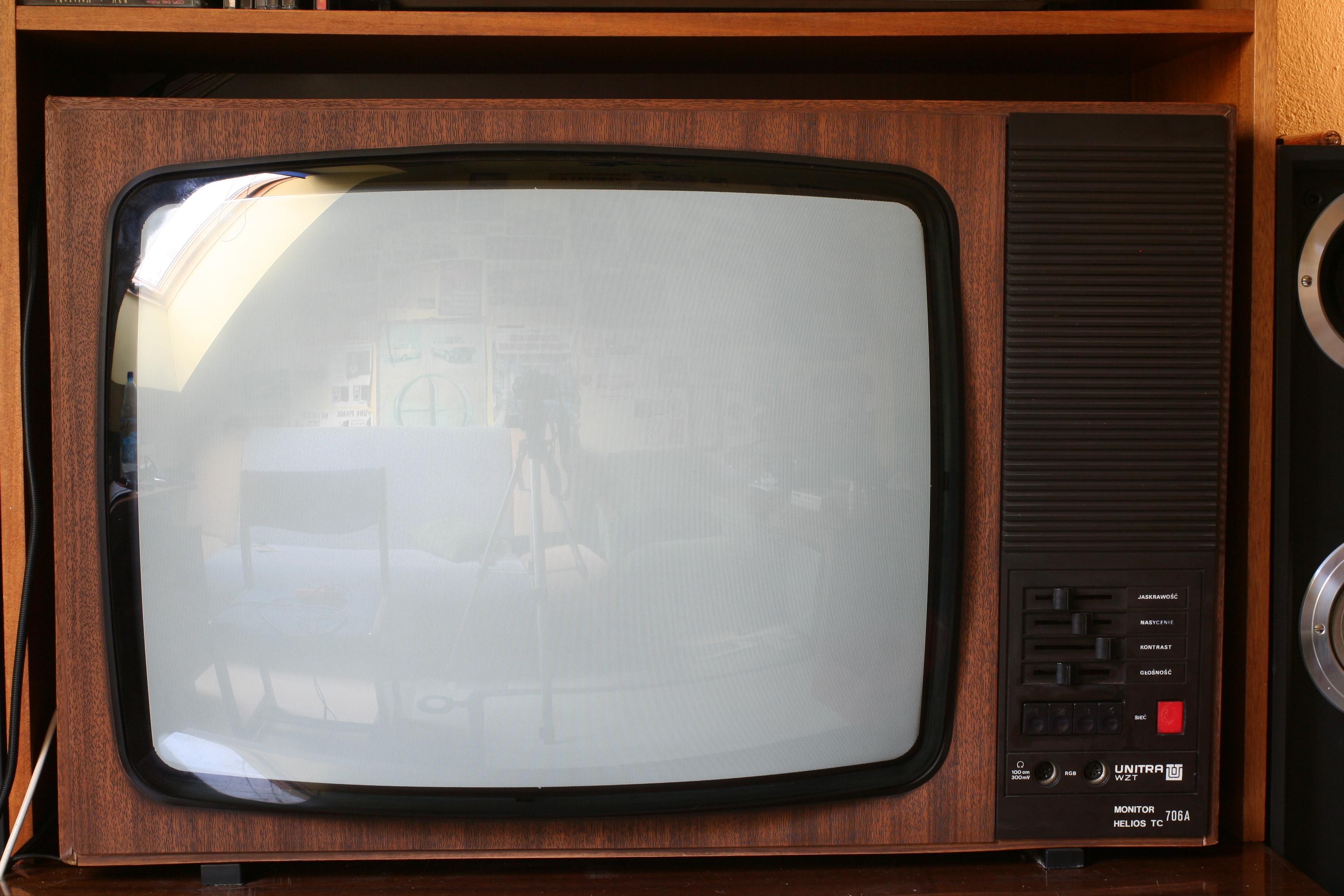
Odbiornik telewizyjny Helios. Widoczne złącza DIN – po lewej słuchawkowe, po prawej RGB.

### Złącze DIN 545 dla monitorów kolorowych
W złącze DIN przesyłające sygnał RGB wyposażone były m.in. komputery Elwro 800 Junior, Unipolbrit 2086, Meritum III oraz monitory kolorowe i telewizory przystosowane do pełnienia funkcji monitora. 
Złącze posiadało ujednolicony układ pinów (przy zachowaniu numeracji pinów dla złącz magnetofonowych):
1. sygnał zespolony wizji (composite video),
2. RGB – sygnał koloru zielonego,
3. fonia (mono),
4. RGB – sygnał koloru czerwonego,
5. RGB – sygnał koloru niebieskiego.

Masę stanowił ekran wtyczki. Sygnał zespolony służył do synchronizacji.

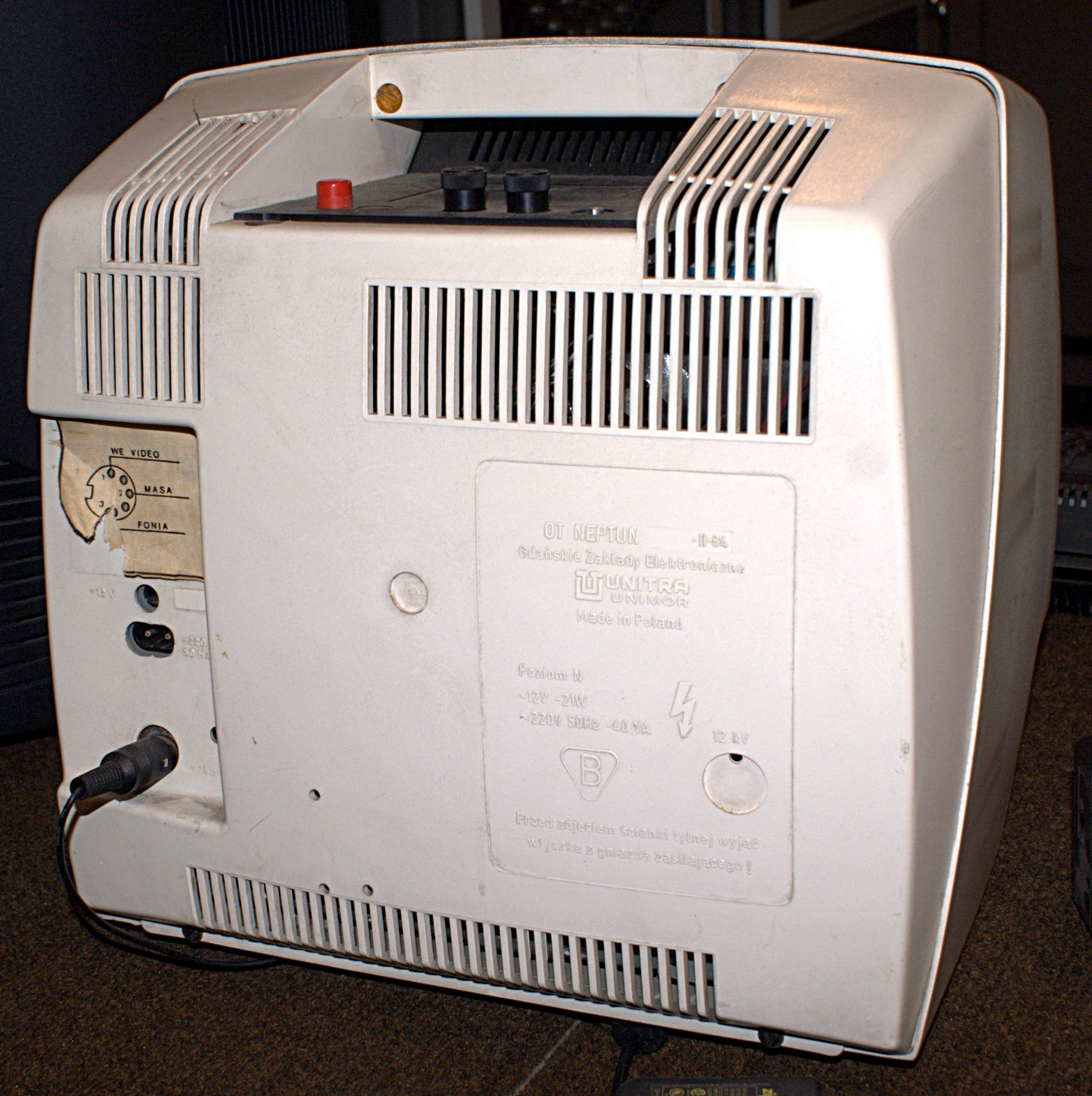
Tył monitora Neptun 156 – widoczny schemat złącza wejściowego

### Złącze DIN 545 dla monitorów monochromatycznych
W monitorowe złącze DIN monochromatyczne wyposażano m.in. komputery Meritum I oraz monitory Neptun 156. Złącza DIN nie posiadała konsola Ameprod TVG-10 – przesył wizji realizowany był poprzez kabel antenowy w systemie SECAM.
Układ pinów był zbliżony do złącza RGB:
1. sygnał zespolony wizji (luminancja i synchronizacja)
2. masa,
3. fonia (mono).

Piny 4 i 5 pozostawały niepodłączone.

## Złącza magnetowidów

### Złącze DIN 560/660
Złącze magnetowidowe zaprojektowano w oparciu o sprzęty niemieckie. Montowano je w telewizorach (np. WZT Helios) pod oznaczeniem MTV (magnetowid telewizyjny) oraz magnetowidach (np. ZRK MTV-10). W niektórych sprzętach zamiast gniazda 5-pinowego (typ 560) montowano 6-pinowe (typ 660), jednak 6 pin zawsze pozostawał niepodłączony. Wtyczka 560 pasuje także do gniazda 660.
Układ pinów (na podstawie schematu magnetowidu MTV-10):
1. sygnał przełączający – odtwarzanie,
2. sygnał zespolony wizji (composite video),
3. masa,
4. fonia (mono),
5. sygnał przełączający – nagrywanie.

Złącze magnetowidowe działało dwukierunkowo. Podczas odtwarzania magnetowid podawał napięcie 12 V na pin 1, co przełączało telewizor w tryb AV i umożliwiało oglądanie obrazu z taśmy. Podczas nagrywania napięcie 12 V podawane było na pin 5, jednak funkcja ta nie zawsze była wykorzystywana przez odbiorniki. Ze względu na późne wprowadzenie stereofonii w polskiej telewizji i upowszechnianie się złącz SCART nigdy nie opracowano stereofonicznej wersji złącza.

## Złącza magnetofonów

### Złącze „uniwersalne” DIN 845
Montowane było w magnetofonach i radiomagnetofonach począwszy od MK-235, produkowanych na licencji Grundiga przez ZRK, – MK-2500, MK-232, RM-121 i wielu innych. Była to rozszerzona wersja zwykłego gniazda magnetofonowego, które umożliwiało także sterowanie nagrywaniem – zwarcie pinów 6 i 8 wbudowanym w mikrofon wyłącznikiem wyłączało przesuw taśmy przy nagrywaniu. Pin 7 pozostawał niepodłączony.

### Złącze zasilania i zdalnego sterowania DIN 660
Montowane było w magnetofonach MK-125. Umożliwiało podłączenie zewnętrznego zasilacza (wewnętrzne baterie były odłączane po włożeniu wtyku) lub mikrofonu z wyłącznikiem sterującym nagrywaniem.